# Shenanigans
Shenanigans è la seconda raccolta dei Green Day, uscita nel 2002.

## Descrizione
Si tratta di una compilation che include tutti pezzi usati come B-side, rarità e cover, che non sono contenuti in nessun album precedente, ma che accompagnavano i singoli.
L'album è uscito ad un anno di distanza da International Superhits! (2001), la precedente compilation che comprendeva i pezzi più importanti della band, quasi a farle da "controparte"; le due raccolte hanno colmato i quattro anni di vuoto tra l'uscita di Warning (2000) e American Idiot (2004). 
Nell'album c'è anche una canzone bonus Ha Ha You're Dead scritta da Mike Dirnt.

## Tracce
1. Suffocate – 2:54
2. Desensitized – 2:47
3. You Lied – 2:25
4. Outsider (Ramones cover) – 2:16
5. Don't Wanna Fall in Love – 1:38
6. Espionage – 3:23
7. I Want to Be on TV (Fang cover) – 1:16
8. Scumbag – 1:45
9. Tired of Waiting for you (The Kinks cover) – 2:32
10. Sick of Me – 2:07
11. Rotting – 2:51
12. Do Da Da – 1:30
13. On the Wagon – 2:47
14. Ha Ha You're Dead – 3:06

## Formazione
- Billie Joe Armstrong - voce e chitarra
- Mike Dirnt - basso e voce
- Tré Cool - batteria